# Pro Rugby Manager
Pro Rugby Manager est un jeu vidéo de gestion et de simulation de rugby, développé par Cyanide, édité par Focus Home Interactive et commercialisé à partir de 2004.

## Système de jeu
Le jeu permet de prendre part à différents championnats, comme le Top 16 et la Pro D2 français, la Zurich Premiership anglaise, ou encore des championnats néo-zélandais, sud-africains ou italiens. Les compétitions internationales ne sont pas en reste avec par exemple la Coupe du monde ou le Tournoi des Six Nations. Au total, le jeu permet de prendre les commandes de plus de 180 équipes.

## Réception
La presse spécialisée salue les efforts d'originalité de l'éditeur, Focus Home Interactive, et du studio de développement, Cyanide, de travailler sur des thématiques alors peu représentées dans le monde du jeu vidéo, après la voile avec Virtual Skipper et le cyclisme avec Cycling Manager. Le résultat est toutefois mitigé, avec des matchs qualifiés de brouillon et une partie gestion trop simple.